# 亨利-罗素·希区柯克
亨利-羅素·希區柯克（英語：Henry-Russell Hitchcock，1902年6月3日—1982年2月19日）是一位美國建築史學家，曾在史密斯學院和紐約大學等許多大學擔任教授，他對現代主義建築的定義在建築史上有重要意義。

## 生平
亨利-羅素·希區柯克出生於波士頓，1924和27年在哈佛大學獲得本科和碩士學位。1930年代早期和菲力普·強生在現代藝術博物館舉辦了國際風格建築展。他曾在衛斯理大學教書，1949年至1955年在史密夫學院教書，1968年前往紐約大學教書。此外他也曾在麻省理工學院、耶魯大學、哈佛大學和劍橋大學任職。
此外，他也是維多利亞協會成員，曾擔任維多利亞協會美國分會會長。他是一位同性戀者。

## 外部連結
- "Architecture Nineteenth And Twentieth Centuries". 1958 edition at archive.org
- Book prologue that explores the nature of Hitchcock's and Johnson's collaboration and travels in Europe（页面存档备份，存于）
- Society of Architectural Historians Publication Awards
- Victorian Society in America Book Awards
- Henry-Russell Hitchcock papers, circa 1500-1970（页面存档备份，存于）. Held by the Department of Drawings & Archives（页面存档备份，存于）, Avery Architectural & Fine Arts Library, Columbia University（页面存档备份，存于）.